# Alchemilla effusa
Alchemilla effusa es una especie de planta del género Alchemilla, perteneciente a la familia Rosaceae.

## Taxonomía
Alchemilla effusa fue descrita por Robert Buser en 1894.

## Distribución
Se encuentra en el territorio centro y sur de Europa.